# 江東六州
江東六州（こうとうろくしゅう）は、高麗の西北面の興化（홍화、現在の義州郡）、龍州（용주、現在の龍川郡）、通州（통주、現在の宣川郡）、鉄州（철주、現在の鉄山郡）、亀州（귀주、現在の亀城市）、郭州（곽주、現在の郭山郡）の6州である。全て現在は朝鮮民主主義人民共和国の平安北道に属する。

## 歴史
この地域は古くは高句麗の領土で、一時的に唐が支配した後は、渤海の支配下で女真族が居住していた。993年の契丹の高麗侵攻の講和に際し、高麗は宋とは断交し、契丹の年号を使用し、契丹に朝貢することになったが、高麗と契丹の途上にある女真の存在が障害になるといって、江東6州を高麗の領土とすることを認めてもらった。高麗は、この地域に住んでいた女真を征服して城を築いた。これによって高麗は、それまで清川江が北限だった領土を鴨緑江まで拡大した。
1009年に康兆が穆宗を殺害して顕宗を擁立すると（康兆の政変）、不義を正すとして、1010年に再び契丹の侵攻を受けた。康兆は契丹に捕らえられて処刑され、契丹は高麗の首都である開京を占領した。この講和条件として、江東6州を契丹に渡すことになったが、高麗は条件を守らず江東6州を領有し続けた。このためさらに1018年にも契丹の侵攻を受けるが、亀州で高麗が契丹を破り（亀州大捷）、契丹は高麗による江東6州領有を認めることとなった。